# Вехтерсбах
Вехтерсбах (нем. Wächtersbach) — город в Германии, в земле Гессен. Подчинён административному округу Дармштадт. Входит в состав района Майн-Кинциг. Население составляет 12 297 человек (на 31 декабря 2010 года). Занимает площадь 50,79 км². Официальный код — 06 4 35 029.
Город подразделяется на 8 городских районов.

## История
В 1236 году это место впервые упоминается как Weichirsbach, что означает что-то вроде «Ручей, питающий пруды», в документах находившегося по-соседству монастыря Лангензельбольд.
Первоначально представляло собой окружённый рвом замок — остатки бывших водоемов до сих пор видны в местном парке. Укрепления были возведены в юго-восточном углу Бюдингерского леса и были частью защитной системы Königsland Wetterau. Поселение возникло под защитой замка.
В 1354 году Конрад фон Тримберг возвёл на этом месте капеллу Марии. В 1404 году Иоганн II фон Изенбург присвоил Вехтерсбаху статус города, администрация разместилась в готической фахверковой ратуше, построенной в 1495 году. В 1458 году замок и город окончательно перешли во владение графов Изенбургских.

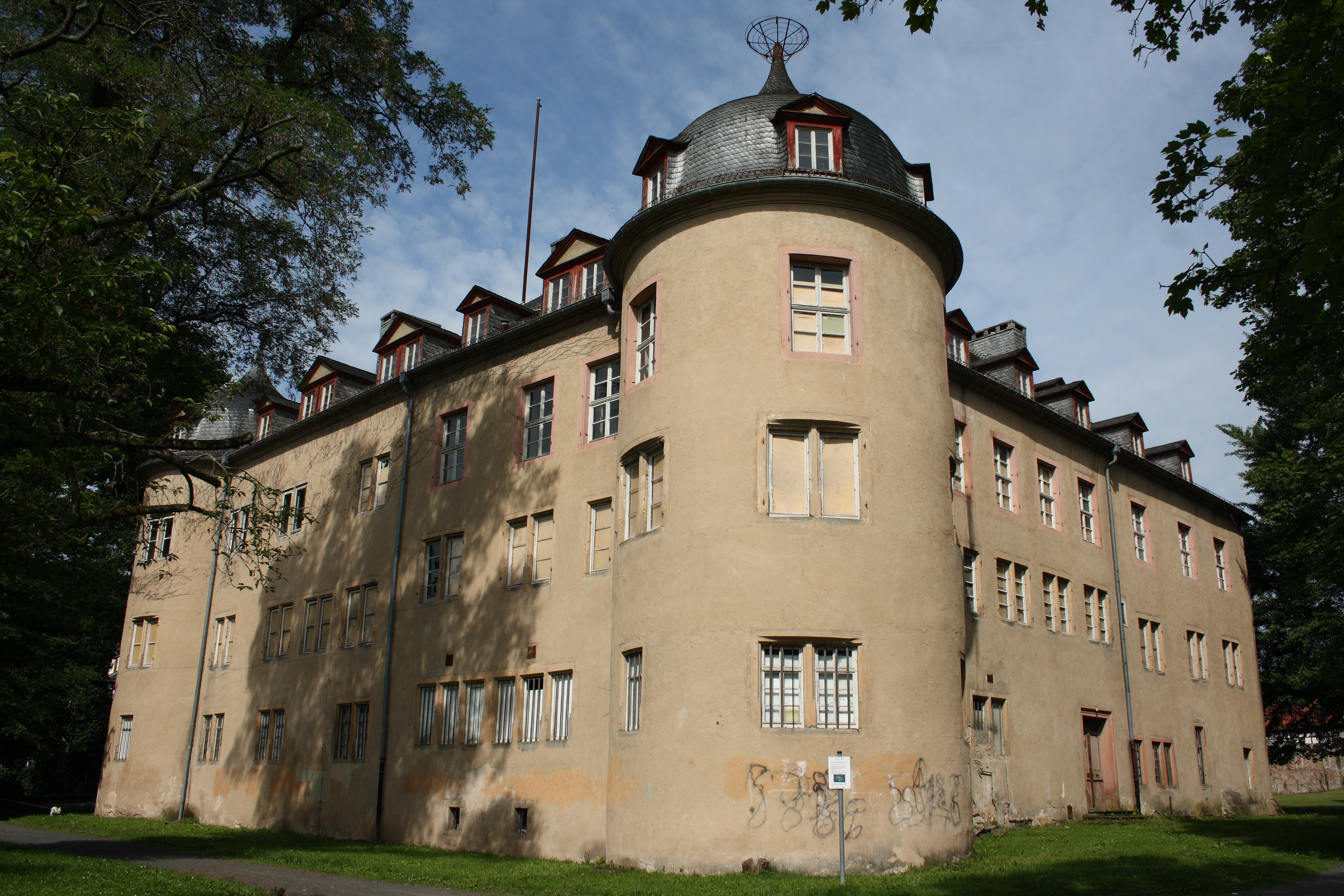
Замок

Антон фон Изенбург-Бюдинген цу Роннебург (1501—1560) начал свою деятельность после 1520 года с реконструкции замка Вехтерсбах. «Он рано обратился к новому учению Лютера. Шаг за шагом … ему удалось осуществить Реформацию в течение примерно 20 лет. … Вехтерсбах принял … первого протестантского пастора в 1541 году».
В 1564 году некая Фаульхаберин из Вехтерсбаха была обвинена в том, что она ведьма, её подвергли пыткам по приказу графа Георга фон Изенбург-Бюдингена. Она ни в чём не призналась, и её, наконец, помиловали.
В 1578 году в городе одним из сыновей графа была основана пивоварня, проработавшая более 400 лет, пока не была окончательно закрыта в 2008 году.
Город и его замок сильно пострадали в Тридцатилетней войне. Граф Иоганн Эрнст I фон Изенбург-Бюдинген (1625—1673) восстановил замок снова пригодным для жилья к своей свадьбе с графиней Марией Шарлоттой фон Эрбах, а позже расширил его и добавил новые постройки и сад с фонтаном.
В 1687 году своей резиденцией Вехтерсбах сделал Фердинанд Максимилиан I фон Изенбург. В 1699 году он принял вальденсов, изгнанных из Пьемонта за их веру. Для них была основана деревня Вальденсберг.
В 1815 году город на один год перешёл под управление Австрийского императора, а в 1816 году к Великому герцогу Гессенскому (Гессен-Дармштадтскому).
В 1832 году принцем Адольфом Изенбургским и Бюдингенским была основана фарфоровая фабрика.
С постройкой железной дороги между Ханау и Беброй в 1864—1868 годах город получил связь с районом Рейн-Майн и стал, особенно быстро после окончания Второй мировой войны, расти и развиваться.

## Экономика
Вехтерсбах известен своей ежегодной торговой ярмаркой Wächtersbacher Messe, проводимой в течение недели, приуроченной к Дню Вознесения Господня.
В городе развита электротехническая промышленность. На местной фабрике производится фарфоровая посуда, особой известность пользуются кофейные чашки. 
В местные магазины приезжает много покупателей из других населённых пунктов.

## Международные связи

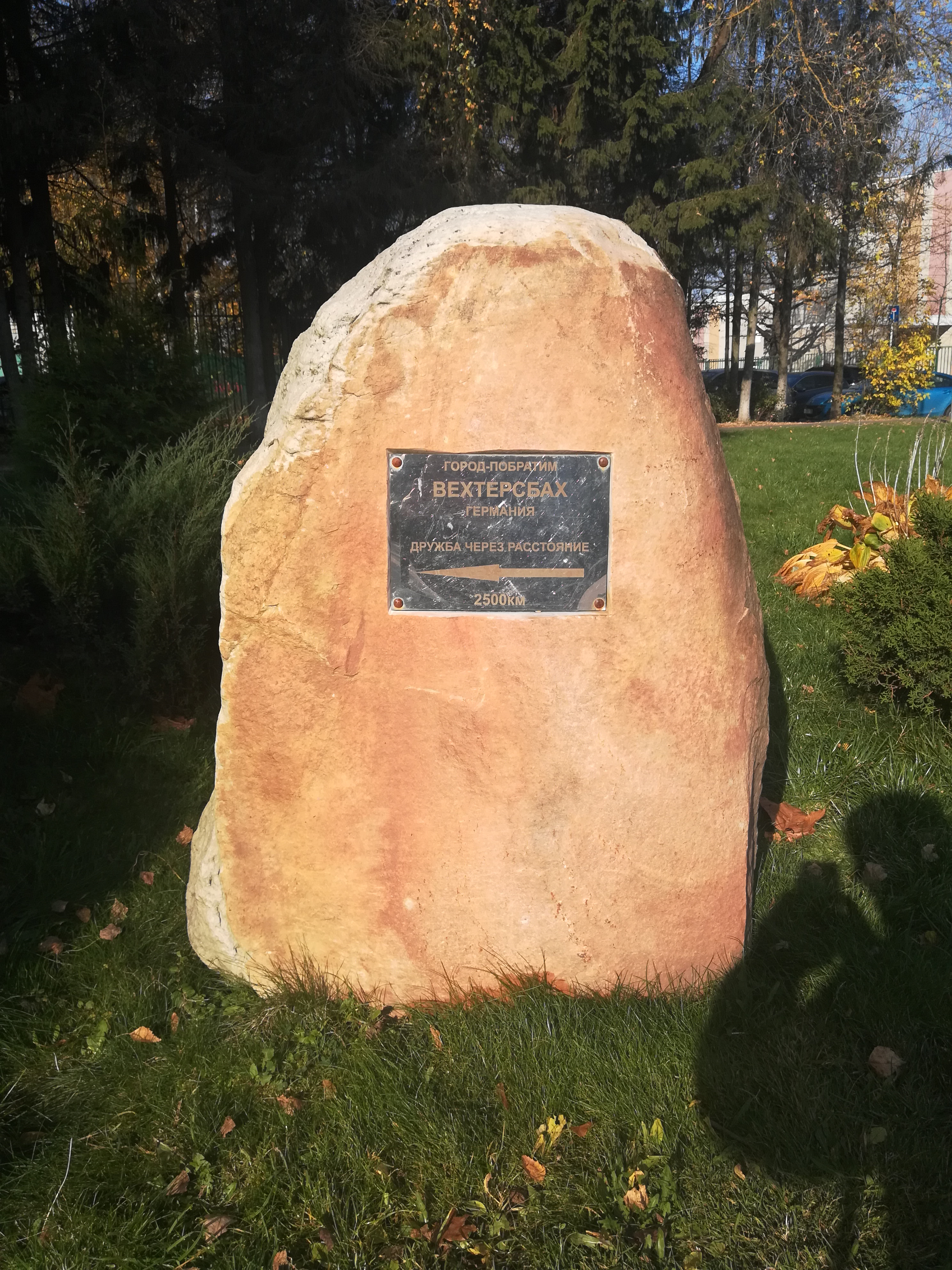
Троицк. Памятный камень городу-побратиму Вехтерсбаху

Является городом-побратимом Троицка.

## Достопримечательности
- Замок Вехтерсбах[нем.]